# One Wish: The Holiday Album
One Wish: The Holiday Album é um álbum de Natal lançado por Whitney Houston, e sendo o sexto álbum de estúdio lançado a 17 novembro de 2003. O álbum trouxe alguns clássicos natalinos como "Have yourself a Merry Little Christmas", "The First Noel", "O Holy Night" e "Little Drummer Boy" com a participação de sua filha Bobbi Kristina. A faixa inédita ficou por conta de "One wish", música que dá nome ao álbum.

## Lista de Faixas
1. "The First Noël" (Tradicional) – 3:14
2. "The Christmas Song" (Mel Tormé, Robert Wells) – 3:12
3. "The Little Drummer Boy" (Katherine Davis, Henry Onorati, Harry Simeone) – 4:29
4. "One Wish (for Christmas)" (Gordon Chambers, Barry Eastmond, Freddie Jackson) – 4:12
5. "Cantique de Noël (O Holy Night)" (Tradicional) – 3:48
6. "I'll Be Home for Christmas" (Kim Gannon, Walter Kent, Buck Ram) – 3:45
7. "Deck the Halls/Silent Night" (Tradicional) – 4:29
8. "Have Yourself a Merry Little Christmas" (Ralph Blane, Hugh Martin) – 4:49
9. "O Come O Come Emanuel" (Tradicional) – 3:06
10. "Who Would Imagine a King" (Hallerin Hilton Hill, Mervyn Warren) – 3:30
11. "Joy to the World" (Tradicional) – 4:41

## Produção
Produtores: Whitney Houston, Gordon Chambers, Barry Eastmond, Troy Taylor, Mervyn Warren 
Produtor Executivo: Antonio “LA” Reid